# Larson-Juhl
Larson-Juhl France est une société holding française dont la principale filiale est l'entreprise française Sénélar spécialisée dans l'encadrement d’œuvres d'art et la dorure à l'or fin. Elle fournit des moulures haut de gamme fabriquées à la main à de nombreux encadreurs dans le monde entier, tout type de matériels d'encadrement pour les encadreurs en France ainsi que des produits de conservation dans toute l'Europe.

## Les débuts
L'entreprise est à la base un atelier de fabrication de baguettes d'encadrement fondé en 1903 à Tourcoing par Georges Senélar et Jean Sidler. 
Georges Senélar s'occupe du commercial à l'aide d'un catalogue fourni,

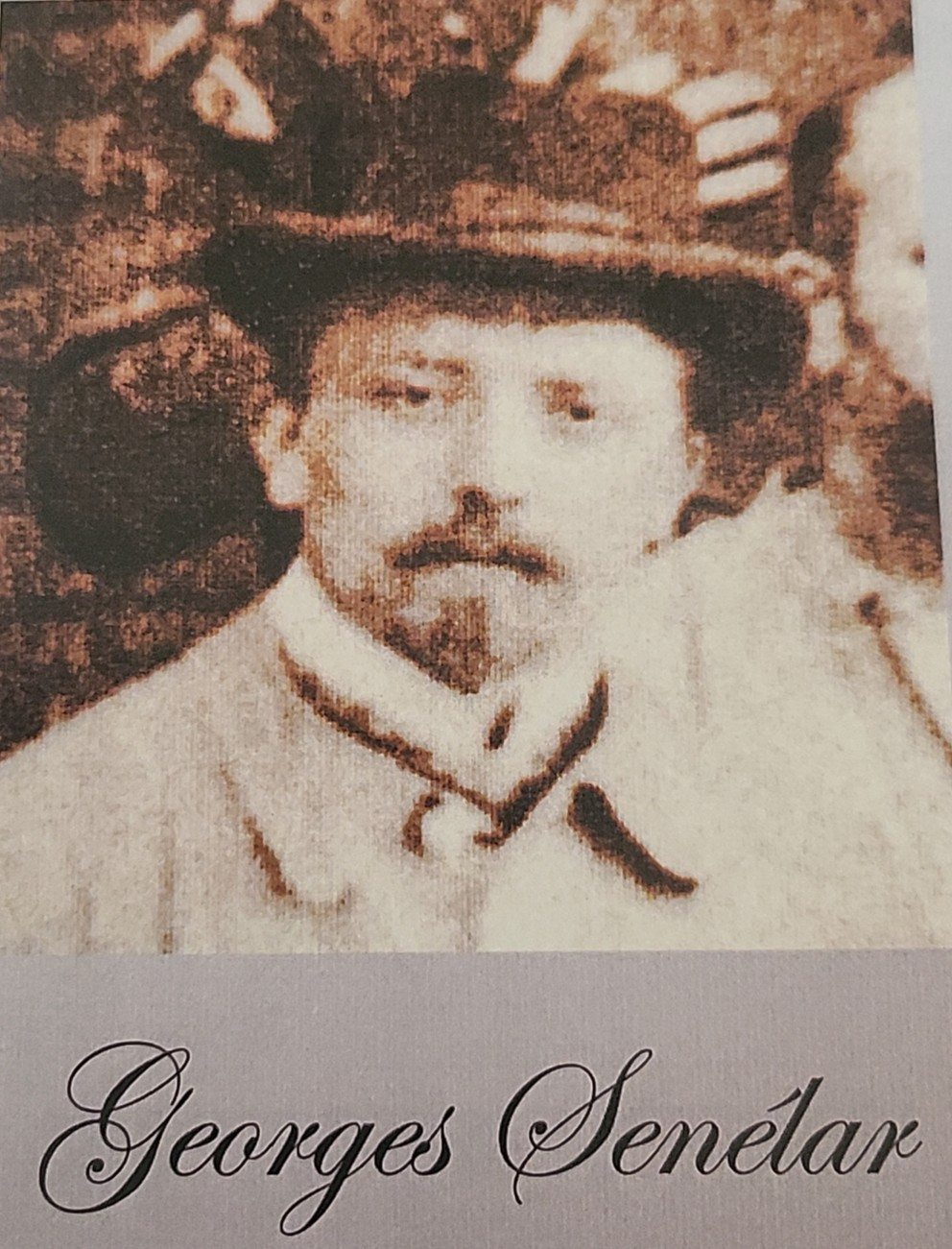
Georges Senélar

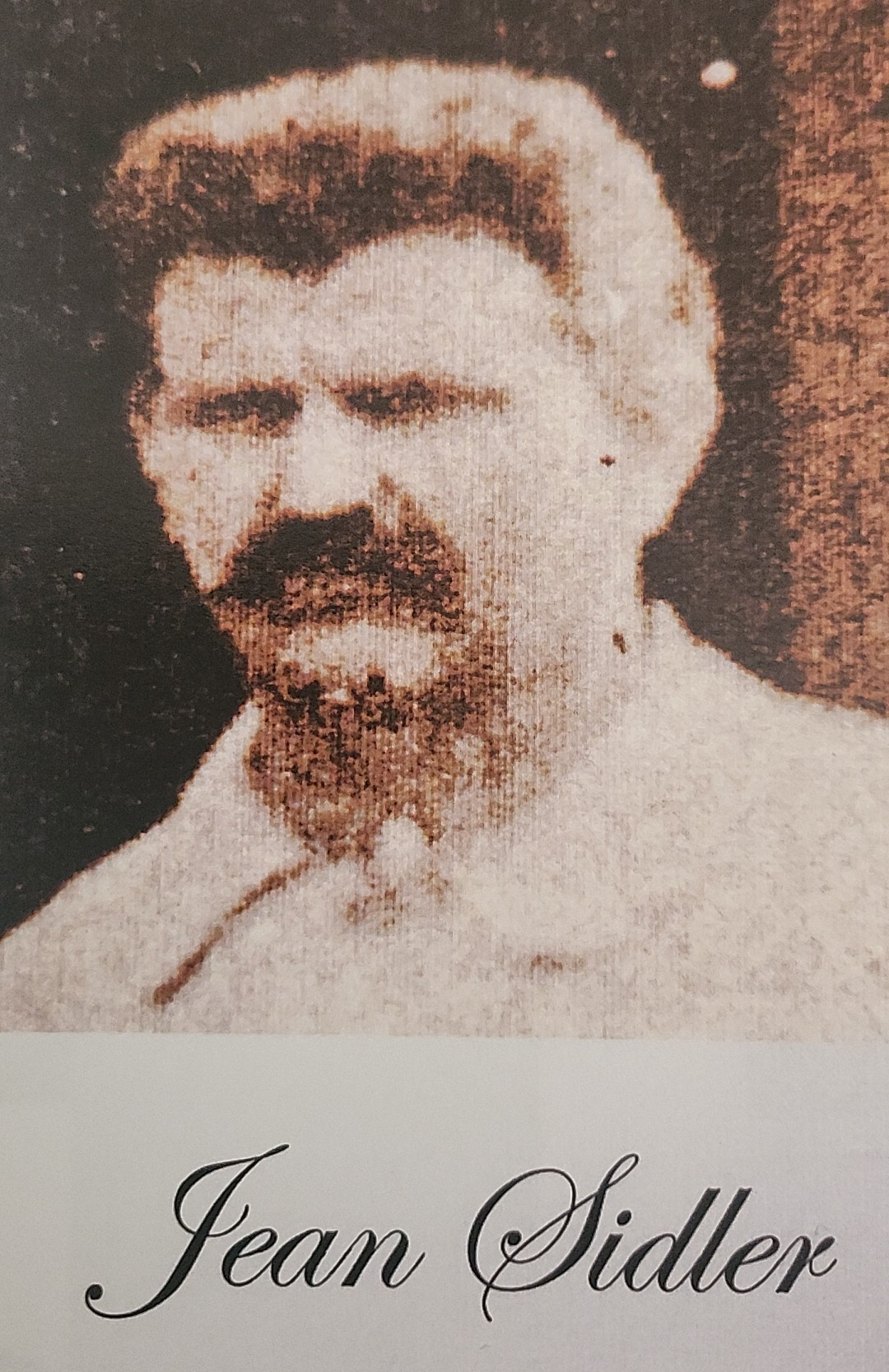
Jean Sidler

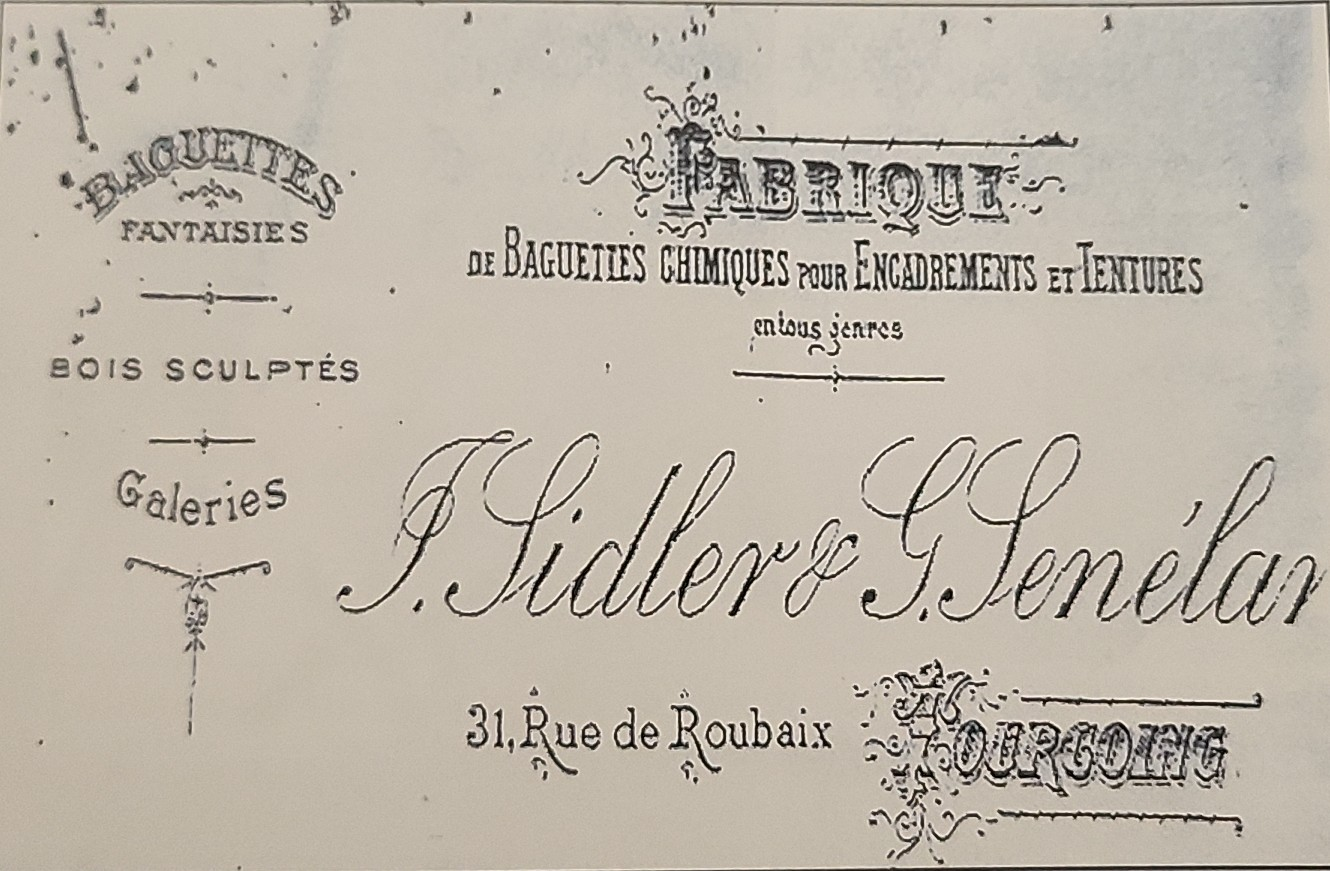
Acte de Creation

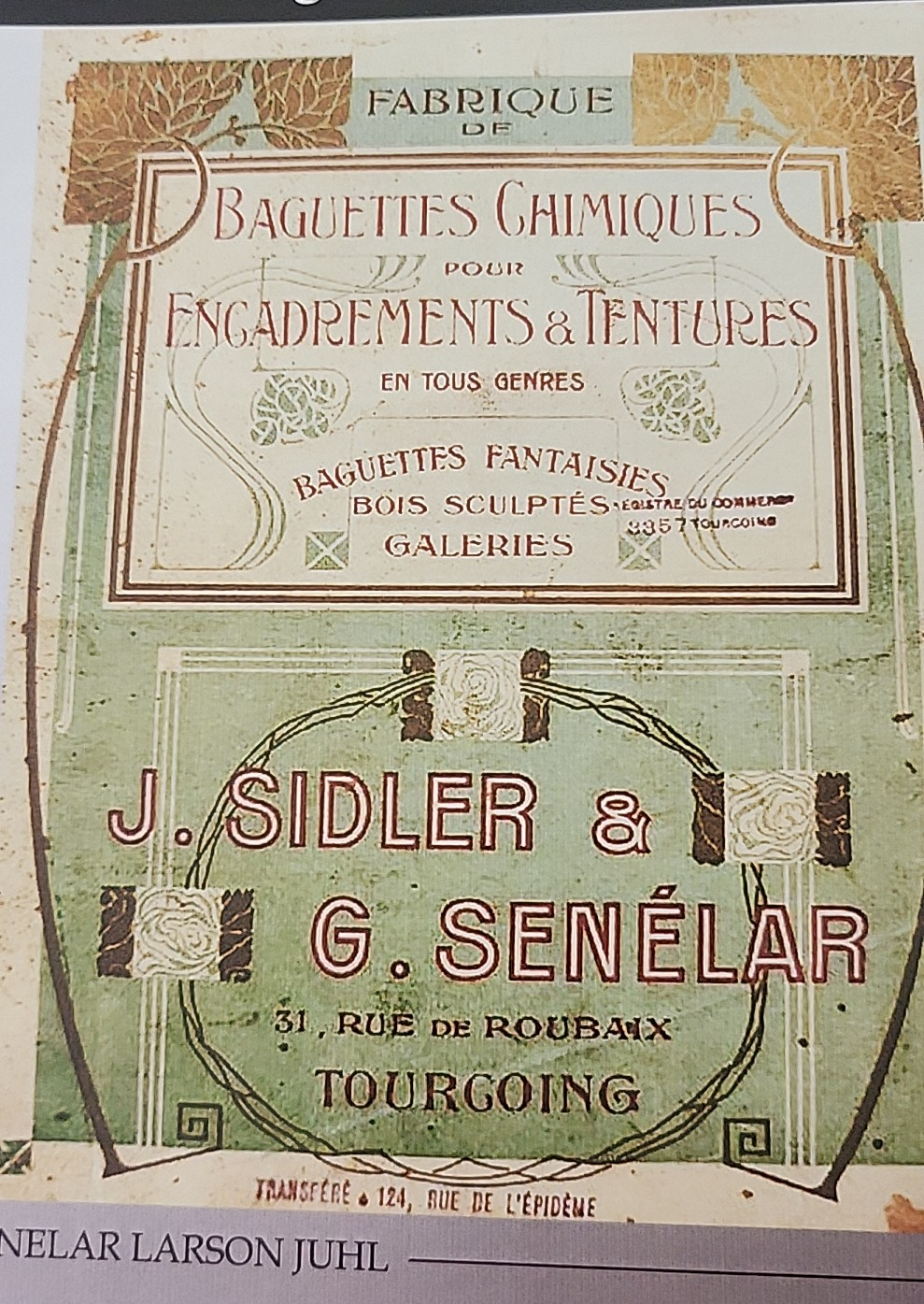
Catalogue Sidler - Senélar

tandis que Jean Sidler s'attache à créer de nombreux modèles de baguettes d'encadrement. Une centaine dès la création de l'entreprise. 

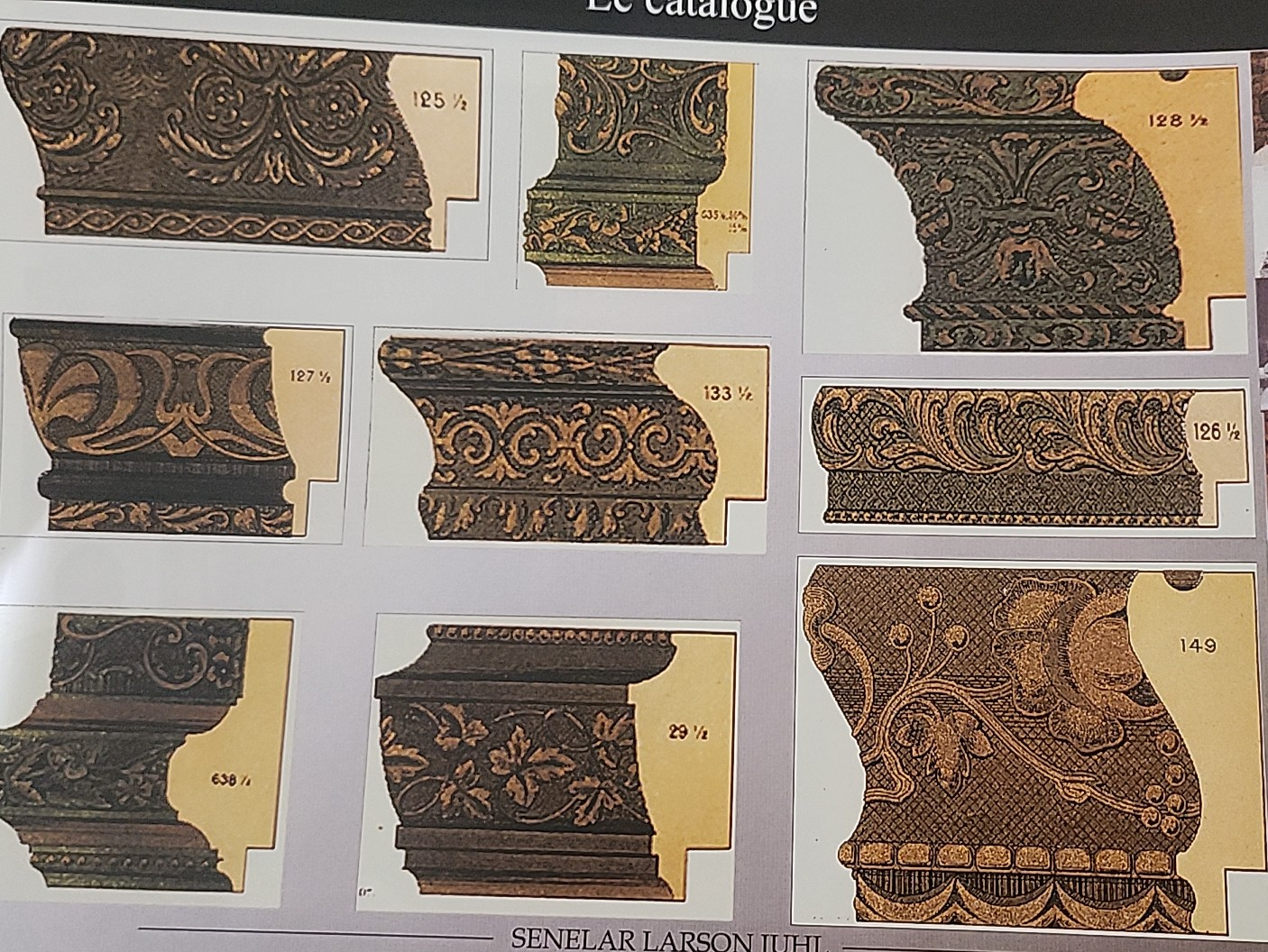
Catalogue historique de baguettes d'encadrement

En 1910, l'entreprise compte déjà 42 employés.

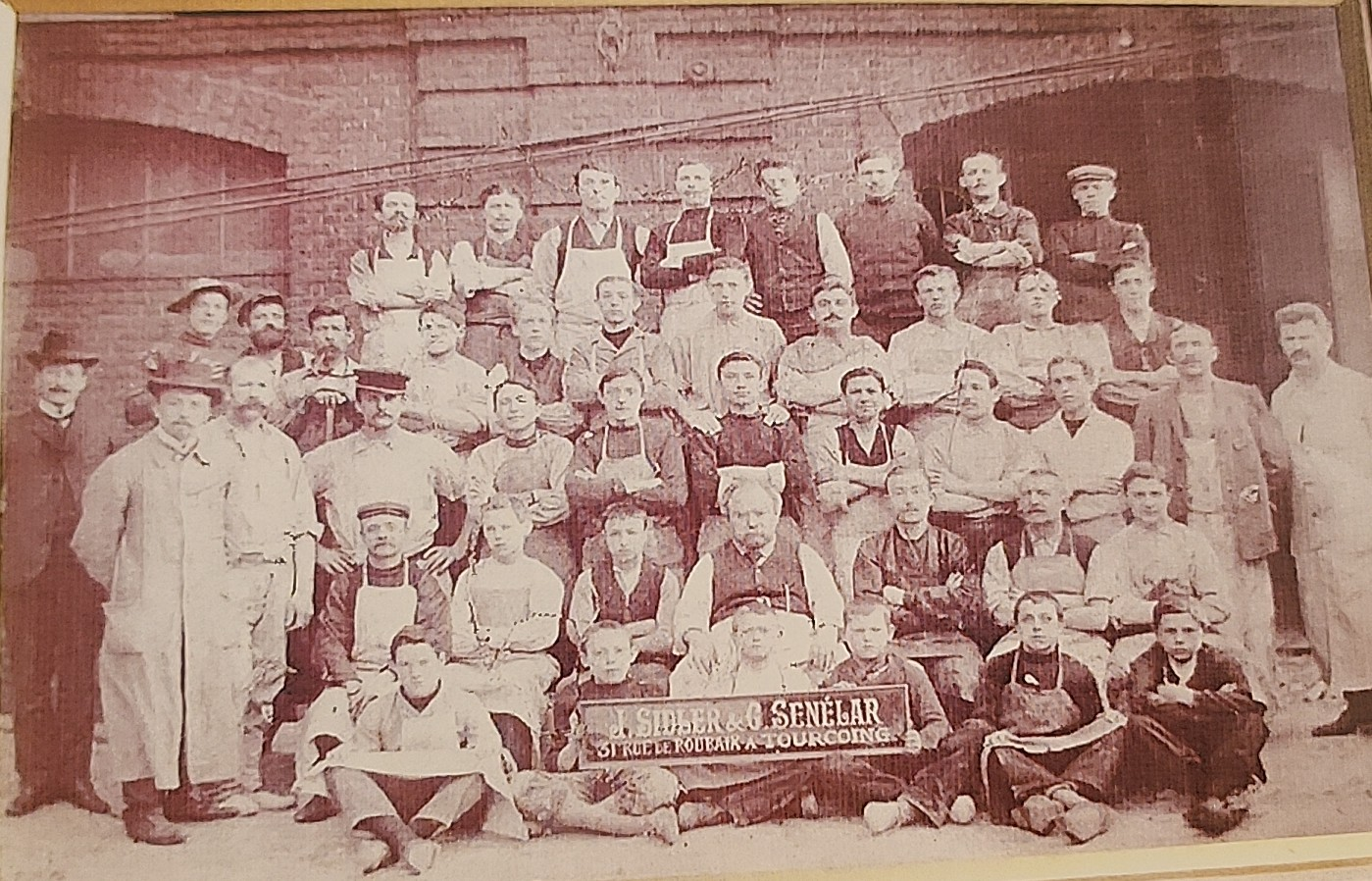
Les salariés Sidler-Senélar en 1910

Dès 1912, les associés souhaitent ajouter à la fabrication de baguettes d'encadrement une activité de négoce de bois. Et pour cela ils doivent s'agrandir . 
En 1913, ils achètent donc le bâtiment voisin, idéalement situé le long du canal de Tourcoing.
Aventureux et ambitieux, ils prospectent en Finlande, en Russie pour leurs forêts de pin rouge et au Maroc pour le pin.
En 1914, ils se tournent vers l'Iran pour le hêtre, le buis, l'orme, l'aulne, le santal et l'érable.
Le 28 juin 1914, l'archiduc Ferdinand est assasiné à Sarajevo. La 1ère guerre mondiale éclate et met fin aux projets ambitieux de l'entreprise.
Cependant, en 1931, à l'occasion de l'exposition coloniale, Georges Senélar et Jean Sidler se voient attribuer le diplome d'honneur des mains du Maréchal Lyautey.

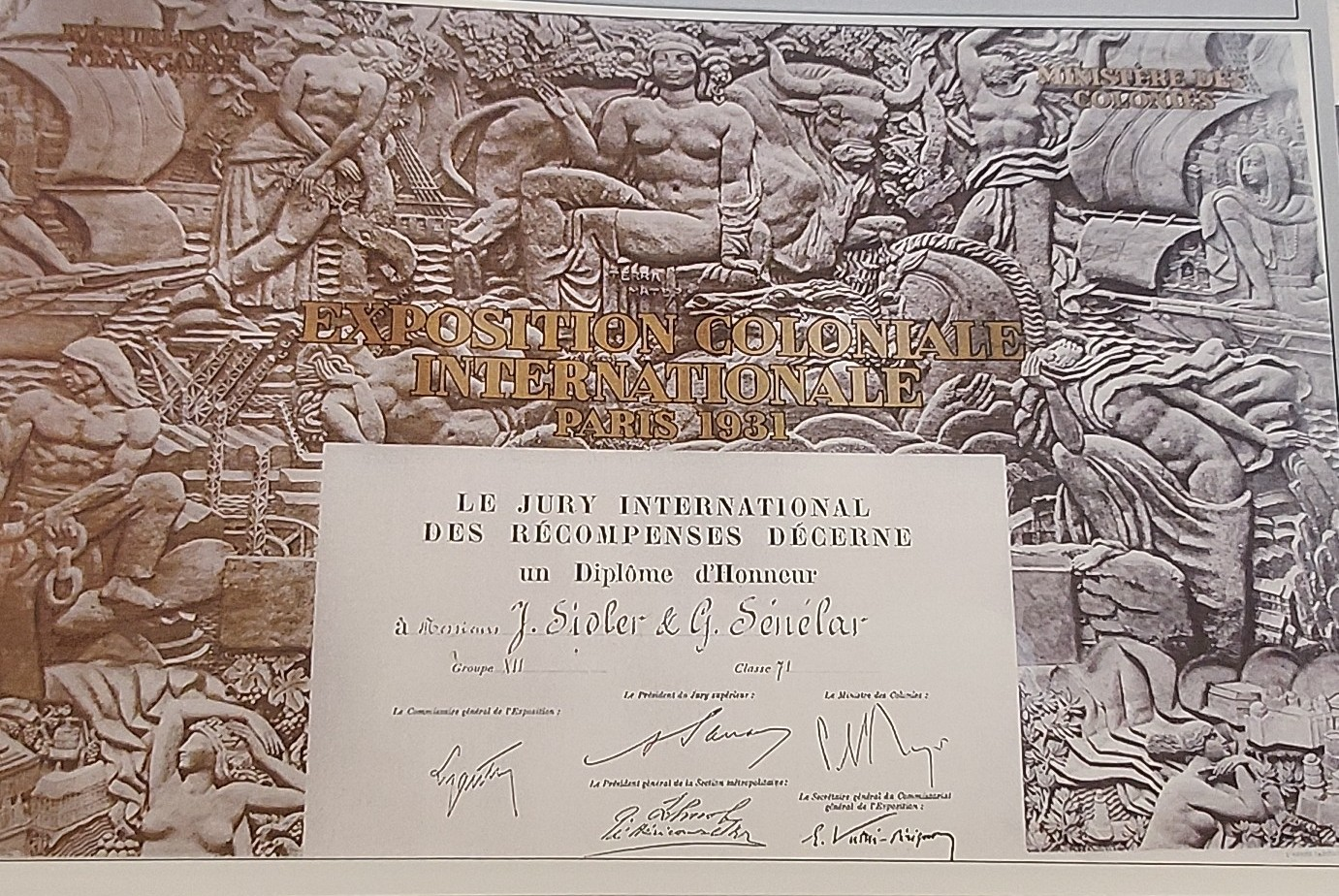
Expoisition coloniale 1931

## Drame familial
Seconde guerre mondiale ; Tourcoing est occupé par les allemands. La famille décide de migrer vers Laval. Les procédures administratives accomplies, René, le fils ainé de Georges est alors percuté par un véhicule allemand et meurt sur le coup. Ironie du sort, sa mort permet aux prisonniers de s'enfuir. Héros malgré lui. 
Georges décide alors de rester à Tourcoing. 

## La succession
Dès la fin de la guerre, André, cadet de la fratrie, vient épauler Georges, son père. Période difficile, tout est à reconstruire après guerre : en 1943, des bombes ont ravagé les hangars. Toitures et fenêtres sont effondrées. Et problèmes de trésorerie : les clients ont de la peine à payer leurs dettes. 
Mais les affaires reprennent progressivement. 
Georges Senélar meurt en 1960. 
La succession divise en 1965 l'activité en 2 parties : le négoce de bois d'une part, et la moulure pour cadre sous domination "André Senélar" 

## André Senélar SA
Devant la difficulté d'embauche, très prise par l'industrie textile, André Senélar crée une filiale à Hazebrouck en 1963. En 1970, l'usine compte déjà 140 salariés et s'est spécialisée dans la dorure à l'or fin, le haut-de-gamme de l'encadrement.  
Suite au décès de son épouse, en 1978, André Senélar souhaite regouper sa famille autour de lui. Son fils, Didier Senélar prend la direction du site historique de Tourcoing, son beau-fils Alain, poursuit son activité commerciale, et en 1980, son beau-fils Thierry Malfait prend la tête du site de production d'Hazebrouck.  
André Senélar prend sa retraite en 1983, laissant la gérance à son fils Didier Senélar   
et son beau-fils Thierry Malfait.  
Ensemble, ils inventent en 1990 AS System, un procédé de fabrication de cadre "sans jointure". Ils font à l'occasion une emission de TV pour expliquer les bénéfices de leur procédé.  

## Acquisition par le groupe Larson-Juhl
En 1995, l'entreprise Senélar est rachetée par Craig Ponzio, CEO du Groupe Américain Larson-Juhl, leader mondial pour apporter aux encadreurs la possibilité de réaliser des encadrements sur-mesure. L'entreprise AS Senélar compte alors 100 salariés à Hazebrouck seule.  
En 2000, Bill Trimarco prend la direction du groupe.
En 2002, le groupe entre dans l'empire de Warren Buffet et Steve Mc Kenzie en prend la tête.
En juillet 2018, l'arrêt de la production est décidée et 31 personnes sont licenciées, seuls les 6 commerciaux conservent leur emploi.

## Filiales
Depuis 2008, l'entreprise Stouls est devenue une filiale du groupe Larson-Juhl. Société créée en 1936, elle fournit les musées, archives et bibliothèques comme La Bibliothèque Nationale, les Archives nationales ou le Musée du Louvre; Plus de 4 000 institutions en France et en Europe font appel à ses services. 
En 2018 CDX France, Stouls et Museo Direct sont regroupées sous le nom Cdx France. 